# Joe Friggieri

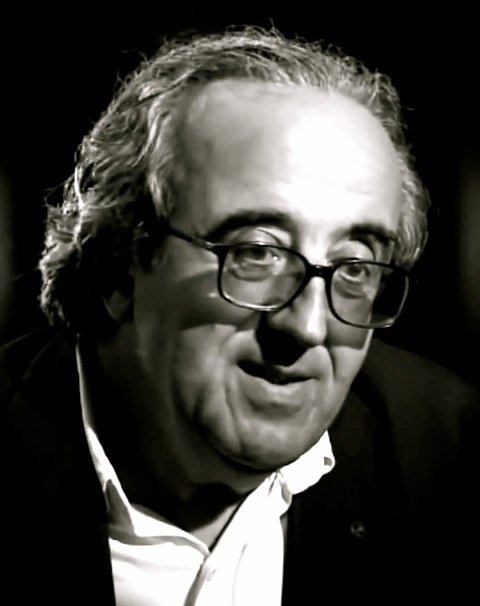
Joe Friggieri (2014)

Joe Friggieri (* 1946 auf Malta) ist ein maltesischer Philosoph, Dichter, Dramatiker und Theaterdirektor. Er ist Professor für Philosophie und stellvertretender Rektor an der Universität Malta.

## Leben
Joe Friggieri promovierte an den Universitäten Mailand und Oxford.
Von 1990 bis 1993 war Friggieri Vorsitzender des Teatru Manoel, 1993 bis 1996 Mitglied der Broadcasting Authority, 1971 bis 1974 Herausgeber des Kunstjournals Arti, Gründungsherausgeber von Kultura 21 sowie aktiver Teilnehmer und Produzent verschiedener Kulturprogramme in Radio und Fernsehen. 
Er hatte verschiedene Forschungsstipendien und arbeitete als Dozent an den Universitäten von Venedig (Ca’ Foscari), Amsterdam, St. Andrews, Augsburg, Genua, Rome (Roma Tre) und Sassari. 
Joe Friggieri hatte den Vorsitz des Edward de Bono Institutes für Design und Entwicklung des Denkens sowie des Instituts für Tourismus, Transport und Kultur inne. 
Als Präsident der „Philosophy Society“ liefert er regelmäßig Beiträge zur politisch soziokulturellen Debatte. Derzeit ist er Vorsitzender des Internationalen Instituts für Barockstudien, Malta.

## Werk
Unter anderem publizierte Joe Friggieri zwei Werke über den englischen Philosophen J. L. Austin, drei Gedichtsbände, eine ganze Anzahl an Theaterstücken und die erste Geschichte der Philosophie in seiner Muttersprache Maltesisch, genannt „In-Nisga tal-Hsieb“. 
Joe Friggieri produzierte über vierzig Theaterstücke, darunter sieben der beliebtesten Dramen von Shakespeare. Er übersetzte Aristophanes, Molière, Ibsen, Chehov, Pirandello, Ugo Betti, Ionesco und Arthur Miller. Unter seiner Leitung wurden vier Opern aufgeführt, und er schrieb das Libretto für Charles Camilleris Il-Weghda, der ersten Oper in maltesischer Sprache sowie die Liedtexte dreier Liederzyklen desselben Komponisten.
Seine letzte Anthologie, die aus kurzen Erzählungen, Ħrejjef għal Żmienna (Tales for Our Times) besteht und ursprünglich auf Maltesisch erschienen ist, wurde von David E. Cooper im London Times Literary Supplement unter dem Titel Crammed with Fine Dreams besprochen. Er schreibt wie folgt (Originaltext in engl. Sprache):

„Joe Friggieri knüpft mit einem Sinn für das Nostalgische an Zeiten an, die noch nicht so lange vorbei sind und die mit solchen Kindheitserinnerungen ausgeschmückt sind, die nie ganz vergehen. Mit einer gewissen Wehmut wird an Momente gedacht, wo Menschen sich noch an den Wundern einfacher Dinge erfreut haben- wie der Schuljunge beispielsweise, den ein Kaleidoskop mit Phantasie solange beflügelte, bis ein neuer Lehrer kam und die Kaleidoskope für Zeitverschwendung erklärte.“

Diese Kurzgeschichten wurden auch ins Französische übersetzt und von Filprint (Malta) unter dem Titel Contes de Notre Temps verlegt. Die deutsche Übersetzung erschien im September 2015 unter dem Titel "Erzählungen für unsere Zeit" bei ArtoEdition in Berlin.  Joe Friggieris letzte Publikation sind das Theaterstück  L-Ghanja tac-Cinju, Über die letzten Tage von Sokrates, und ein Stück für Kinder und junge Erwachsene über Aesops Fabeln Fil-Gnien ta’ Esopu.

## Auszeichnungen
Joe Friggieri gewann mehrere Literaturpreise, unter anderem fünf Mal den „National Literary Prize“ von Malta (1993, 1999, 2003, 2008 und 2013) und den „Francis Ebejer Preis“ für das beste Theaterstück und die beste Uraufführung (Caravaggio: L-Inkjesta, Manoel Theatre, 2007). 2008 wurde er für seinen Beitrag zum kulturellen Leben Maltas zum Mitglied des Order of Merit (MOM) ernannt. 2012 gewann Friggieri den ersten Preis des „Francis Ebejer Wettbewerbs“ für Hörspiele.